# Kanut Lavard
Kanut Lavard, duń. Knud Erikssen Lavard (ur. 12 marca 1096 w Roskilde, zm. 7 stycznia 1131 w lesie Haraldstedu koło Ringsted) – książę duński, książę jutlandzki (Szlezwiku), mąż Ingeborgi Nowogrodzkiej, męczennik za sprawiedliwość, święty Kościoła katolickiego.

## Życie i śmierć
Pochodził z dynastii Estrydenidów. Był drugim, według starszeństwa, synem duńskiego króla Eryka I Zawsze Dobrego, bratankiem króla Kanuta IV Świętego, wychowanego na dworze saksońskim. Przez lata zaangażowany był w walkę z wikingami. Wspierał działalność misyjną św. Wicelina. W 1129 otrzymał od cesarza Lotara III tytuł króla (knes) Wendów i Obodrytów po tym, jak synowie księcia Henryka Gotszalkowica zginęli w bratobójczych walkach. Jednak jego panowanie nad Obodrytami było ograniczone do ziemi wagryjskiej, gdyż na pozostałej części Połabia przewodził Przybysław. 
Król Danii Niels Stary (stryj Kanuta, brat Eryka I Zawsze Dobrego) widział w nim konkurenta do duńskiego tronu dla swojego syna Magnusa Nilssena Silnego (Magnus den Stærke) i zorganizował jego zabójstwo. Kanut został zamordowany 7 stycznia 1131 przez swoich stryjecznych braci – Magnusa Silnego i Henryka Skadelaara w zasadzce zorganizowanej w lasach Haraldstedu koło Ringsted na Zelandii. 
Morderstwo to spowodowało wieloletnią wojnę domową między Nielsem i Magnusem z jednej strony a Erykiem Pamiętnym (bratem Kanuta) z drugiej. Osiem dni po śmierci Kanuta na świat przyszedł jego jedyny syn z małżeństwa z Ingeborgą Nowogrodzką, księżniczką Rusi Kijowskiej, przyszły król Danii Waldemar I Wielki. Dzięki staraniom Waldemara, Kanuta uznano za męczennika za sprawiedliwość i w 1169 jego kult został zaaprobowany przez papieża Aleksandra III.

## Kult
Wspomnienie liturgiczne św. Kanuta obchodzone jest w dzienną pamiątkę śmierci oraz 25 lipca w Danii, w dzień przeniesienia relikwii.
Relikwie św. Kanuta zostały uroczyście złożone w benedyktyńskim kościele w Ringsted 25 lipca 1170. Uroczystość ta połączona była z pierwszą duńską koronacją, siedmioletniego wówczas syna Waldemara, Kanuta VI. Kościół ten stał się ośrodkiem czci jednego z najpopularniejszych świętych duńskich. Za sprawą cystersów kult ten dotarł do państw sąsiadujących w tym i na Pomorze.
W ikonografii św. Kanut przedstawiany jest jako rycerz z girlandą, kopią i cyborium, czasem również jadąc konno w pełnej zbroi.